# Alejandro Valverde
Alejandro Valverde Belmonte (* 25. dubna 1980) je španělský profesionální silniční cyklista jezdící za UCI WorldTeam Movistar Team.

## Kariéra
S cyklistikou začal v 9 letech. První profesionální smlouvu podepsal se stájí Kelme-Costa Blanca v roce 2002, pak přestoupil do Illes Balears, následně do Caisse d'Epargne, od roku 2011 jezdi za Movistar Team. Váží 62 kg a měří 178 cm.
V současnosti je jeden z nejlepších, ne-li nejlepší, kopcovitý klasik[zdroj?]. Dokázal čtyřikrát vyhrát závod Lutych-Bastogne-Lutych, což je vůbec nejprestižnější závod tohoto druhu. Skvěle také jezdí v horách, dokázal vyhrát horskou etapu na Tour de France i na Vueltě. V časovkách na španělském území jezdí mezi nejlepšími, dokonce dokázal vyhrát časovku i na prestižní francouzském závodě, vedle Tour de Suisse hlavní generálce na Tour de France, Critérium du Dauphiné Libéré. Na nejdůležitějším závodě sezony, Tour de France, pravidelně selhává v časovkách a v Pyrenejích.

## Tour de France
První Tour de France se zúčastnil v 25 letech v roce 2005, vyhrál horskou etapu a držel bílý trikot s několikaminutovým náskokem, ve 13. etapě však musel vzdát. V roce 2006 už nastupoval jako jeden z největších favoritů, ale na začátku závodu si zlomil klíční kost a musel odstoupit. V roce 2007 byl celkově druhý po Alpách a očekával se od něj útok na žlutý trikot, on však ovšem totálně propadl v časovce a úvodní horské etapě v Pyrenejích a celkově skončil 6. Na Tour de France 2008 vyhrál úvodní etapu a několik dní držel žlutý trikot. V první časovce ale zaostal za nejlepšími a v Pyrenejích se ukázalo, že není v nejlepší formě a ztratil několik minut. V Alpách dojížděl mezi nejlepšími a posunul se na 7. místo. Ve druhé časovce zajel až 36. čas a propadl se na 9. místo.

## Operace Puerto
Uškodilo mu spojení s doktorem „EPO“ Fuentesem, hlavním obviněným v aféře Operace Puerto, který byl hlavním lékařem týmu Kelme. Když stáj skončila, Valverde nepřestal s doktorem spolupracovat. Ve Fuentesově kanceláři se našly cedulky s jménem Valverde. Kvůli spojitosti s Operací Puerto nemohl jet na MS 2007 v Německu, ale Španělská cyklisická federace nakonec situaci s organizátory a UCI vyřešila.

## Ostatní informace
- Idol: Miguel Indurain
- Ženatý: Ano
- Děti: Ne